# Notorious B.I.G. (film)
(Tagline del film)
Notorious B.I.G. (Notorious) è un film biografico del 2009, diretto da George Tillman Jr. e basato sulla vita del famoso rapper The Notorious B.I.G.

## Trama
Il film ripercorre l'intera vita di Notorious B.I.G., dagli inizi all'apice del successo, sino alla misteriosa morte di cui i responsabili non sono mai stati rintracciati. Il film consente una panoramica sulla vita del rapper, dalla travagliata vita privata ai lustri della vita da star, passando per i suoi trascorsi in prigione e per la strada a spacciare. Nel film l'amicizia ha un ruolo importante, viene presentata quella con Puff Daddy, che lo porterà al successo, quella con l'amico della vita, ed infine l'amico\nemico per eccellenza: Tupac.
La faida con Tupac viene raccontata da quando tra i due vi è un rapporto amicale, sino alle misteriose sparatorie che hanno colpito entrambi i rapper, e sulle quali non si è mai saputa la verità.

## Produzione

### Sviluppo
Il primo regista ad essere assegnato al progetto è stato Antoine Fuqua, ma successivamente è stato rimpiazzato da George Tillman, Jr..
In omaggio all'amico deceduto, il rapper Sean Combs detto Puff Daddy, la madre di Big, Voletta Wallace e i suoi ex-manager Wayne Barrow e Mark Pitts hanno partecipato come produttori.

### Cast
Il casting si è aperto il 1º ottobre 2007, con la priorità di ricercare attori per interpretare The Notorious B.I.G.. La prima persona a presentarsi per la parte del protagonista è stata il rapper Beanie Sigel, ma già dalla sua prima audizione è stato declinato il suo impiego.
Altro artista interessato al ruolo è stato Sean Kingston, che però non si è presentato al casting dopo un netto rifiuto da parte dei suoi legali e produttori discografici. In ultimo, per interpretare Biggie è stato scelto Jamal Woolard, che ha annunciato la sua partecipazione il 6 marzo 2008.
Tra i principali interpreti figurano anche Angela Bassett, Derek Luke, Anthony Mackie, Naturi Naughton e Antonique Smith nei rispettivi ruoli della madre di Biggie Voletta Wallace, Puff Daddy, Tupac Shakur, Lil' Kim e Faith Evans.

### Riprese
Le riprese del film, iniziate il 24 marzo 2008 e concluse il 13 maggio seguente, si sono svolte tra New York e Los Angeles.

## Colonna sonora
La colonna sonora del film è ovviamente costituita quasi esclusivamente dai singoli più celebri di The Notorious B.I.G.: in particolare Sky's the Limit è stato inserito per ultimo per chiudere il film perché il singolo preferito dello stesso cantante, nonché soprattutto ultimo singolo registrato da questi in studio di registrazione, prima di venir assassinato.
L'album completo della colonna sonora è stato pubblicato il 13 gennaio 2009, ed è subito arrivato al 4º posto nella classifica Billboard 200 degli Stati Uniti, con oltre 45.000 copie vendute: a fine 2009 l'album ha raggiunto le 124.950 copie vendute.

### Tracce
Le canzoni appaiono nel film nel seguente ordine:
- The Notorious B.I.G. - Born Again
- The Notorious B.I.G. - Hypnotize
- The Notorious B.I.G. - Going Back to Cali
- The Notorious B.I.G. - Ten Crack Commandments
- The Notorious B.I.G. - Juicy
- The Notorious B.I.G. - Bed Stuy Brooklyn
- The Notorious B.I.G. - Suicidal Thoughts
- The Notorious B.I.G. - Everyday Struggle
- The Notorious B.I.G. - It's a Demo
- The Notorious B.I.G. - Pimps & Macs
- The Notorious B.I.G. - Party and Bullshit (dalla colonna sonora di Poliziotti per caso)
- The Notorious B.I.G. - Warning
- The Notorious B.I.G., Faith Evans - One More Chance
- Faith Evans, Jadakiss - Letter to BIG
- The Notorious B.I.G. - Machine Gun Funk
- The Notorious B.I.G. - Unbelievable
- The Notorious B.I.G. - Flava in Ya Ear
- The Notorious B.I.G. - Big Poppa
- The Notorious B.I.G. - I Love the Dough
- The Notorious B.I.G. - Get Money
- The Notorious B.I.G. - Gimme the Loot
- The Notorious B.I.G. - Who Shot Ya?
- The Notorious B.I.G. - Sky's the Limit

## Distribuzione
La pellicola è uscita sul circuito cinematografico statunitense il 16 gennaio 2009. In Italia è stato distribuito nelle sale il 17 luglio dello stesso anno.

### Adattamento italiano
L'edizione italiana del film è stata curata da Massimiliano Alto (direttore del doppiaggio) su dialoghi di Valerio Piccolo per conto della Cast Doppiaggio srl. La sonorizzazione, invece, è stata eseguita dalla Sefit-CDC.

### Home media
Il film è stato distribuito anche in versione Blu-ray e DVD a partire dal 21 aprile 2009, guadagnando oltre 19,5 milioni di dollari solo di DVD venduti.

### Divieti
Dopo la supervisione da parte della Motion Picture Association of America, al film è stato assegnato un visto censura "R" (restricted) per via dell'alto contenuto di scene inerenti sesso, violenza, droga, nudità e linguaggio scurrile.

## Controversie
La grande rapper Lil' Kim, interpretata nel film da Naturi Naughton, non fu affatto contenta del modo promiscuo in cui era stata rappresentata nel film, infatti lo accusò di essersi concentrato molto solo sulla forte carica erotica e volgare del suo personaggio, senza trattare veramente della sua musica.
Infatti, quando i produttori tentarono di contattare Lil 'Kim durante le riprese, per contribuire sul set, lei non ha mai risposto alle chiamate.

## Curiosità
- La parte di Christopher Wallace da bambino è interpretata dal figlio di Notorious B.I.G. e Faith Evans, Christopher Jordan Wallace.